# U-21-Fußball-Afrikameisterschaft 2001
Die U-21-Fußball-Afrikameisterschaft 2001 war die zwölfte Auflage des vom Afrikanischen Fußballverband (CAF) organisierten Turniers für Junioren-Fußball-Nationalmannschaften (U-21) Afrikas. Das Turnier wurde vom 18. März bis 1. April 2001 in Äthiopien ausgetragen. Sieger wurde Angola durch einen 2:0-Sieg gegen Ghana. Die beiden Finalisten sowie die unterlegenen Halbfinalisten Ägypten und die Gastgeber qualifizierten sich für die Junioren-Weltmeisterschaft 2001 in Argentinien.

## Teilnehmer
Die folgenden Mannschaften qualifizierten sich für die Endrunde:
- Ägypten
- Angola
- Äthiopien (Gastgeber)
- Ghana (Titelverteidiger)
- Kamerun
- Mali
- Nigeria
- Südafrika

## Modus
Die Mannschaften spielten zunächst eine Vorrunde in zwei Gruppen mit je vier Mannschaften. Die beiden Erstplatzierten jeder Gruppe qualifizierten sich für das Halbfinale. Dort wurde bei Gleichstand eine Verlängerung und ggf. ein Elfmeterschießen ausgetragen.

## Gruppe A
| Pl. | Verein    | Sp. | S | U | N | Tore    | Diff. | Punkte |
| --- | --------- | --- | - | - | - | ------- | ----- | ------ |
| 1.  | Äthiopien | 3   | 1 | 1 | 1 | 006:400 | +2    | 04     |
| 2.  | Ägypten   | 2   | 1 | 1 | 0 | 003:200 | +1    | 04     |
| 3.  | Kamerun   | 2   | 1 | 1 | 0 | 003:200 | +1    | 04     |
| 4.  | Südafrika | 3   | 0 | 1 | 2 | 003:700 | −4    | 01     |

Das letzte Vorrundenspiel zwischen Ägypten und Kamerun wurde abgebrochen, als beide Teams offensichtlich auf ein Unentschieden spielten, um gemeinsam das Halbfinale zu erreichen. Ebenso wie das Spiel zwischen Äthiopien und Südafrika wurde es zwei Tage später wiederholt. Der Sieger wurde Gruppenzweiter, das Ergebnis (3:1 für Ägypten) ging nicht in die Wertung ein.

## Gruppe B
| Pl. | Verein  | Sp. | S | U | N | Tore    | Diff. | Punkte |
| --- | ------- | --- | - | - | - | ------- | ----- | ------ |
| 1.  | Ghana   | 3   | 2 | 1 | 0 | 006:200 | +4    | 07     |
| 2.  | Angola  | 3   | 1 | 1 | 1 | 004:300 | +1    | 04     |
| 3.  | Mali    | 3   | 0 | 3 | 0 | 003:300 | ±0    | 03     |
| 4.  | Nigeria | 3   | 0 | 1 | 2 | 001:600 | −5    | 01     |

## Halbfinale
|           |   |         |                |
| Äthiopien | – | Angola  | 2:5            |
| Ghana     | – | Ägypten | 1:1, 6:5 i. E. |

## Spiel um den dritten Platz
|           |   |         |     |
| Äthiopien | – | Ägypten | 0:3 |

## Finale
Das Finale wurde am 1. April 2001 ausgetragen.
|       |   |        |     |
| Ghana | – | Angola | 0:2 |

Angola wurde durch zwei Tore von Loló zum ersten Mal Afrikameister.

## Weltmeisterschaft
Angola, Ghana, Ägypten und Äthiopien qualifizierten sich für die Junioren-Weltmeisterschaft 2001 in Argentinien. Dort beendete Angola seine Vorrundengruppe vor der Tschechischen Republik, Australien und Japan als Gruppensieger. Im Achtelfinale schied der Afrikameister gegen die Niederlande aus. Beste afrikanische Nation wurde Ghana, das seine Gruppe vor Frankreich, Paraguay und dem Iran ebenfalls gewinnen konnte. Nach Siegen gegen Ecuador im Achtelfinale und Brasilien im Viertelfinale konnte sich Ghana im Halbfinale gegen Ägypten durchsetzen, unterlag im Finale aber den Gastgebern. Ägypten hatte seine Vorrundengruppe als Zweiter hinter Argentinien beendet und konnte sich im Achtelfinale gegen die USA sowie im Viertelfinale gegen die Niederlande durchsetzen. Durch einen Sieg über Paraguay wurde Ägypten Dritter. Äthiopien schloss die Vorrunde hinter Costa Rica, Ecuador und den Niederlanden auf dem letzten Platz.